# Saffais
Saffais – miejscowość i gmina we Francji, w regionie Grand Est, w departamencie Meurthe i Mozela.
Według danych na rok 1990 gminę zamieszkiwały 82 osoby, a gęstość zaludnienia wynosiła 20 osób/km² (wśród 2335 gmin Lotaryngii Saffais plasuje się na 963. miejscu pod względem liczby ludności, natomiast pod względem powierzchni na miejscu 1088.).